# Crucihammus
Crucihammus is een kevergeslacht uit de familie van de boktorren (Cerambycidae). De wetenschappelijke naam van het geslacht werd voor het eerst geldig gepubliceerd in 1936 door Breuning.

## Soorten
Crucihammus omvat de volgende soorten:
- Crucihammus grossepunctatus (Breuning, 1964)
- Crucihammus subcruciatus Breuning, 1936
- Crucihammus sumatranus Breuning, 1954